# Verbascum capitis-viridis
Espèce
Verbascum capitis-viridis est une espèce de plantes à fleurs de la famille des Scrophulariaceae. C'est une espèce endémique du Cap-Vert présente sur les îles de Santo Antão,  São Nicolau et Santiago. Elle a disparu de Boa Vista et Maio.
Localement elle est connue sous le nom de « Sabão-de-Feiticeira ».